# Любош Каменар
Любош Каменар (словац. Ľuboš Kamenár, нар. 17 червня 1987, Трнава) — словацький футболіст, воротар клубу «Спартак» (Трнава).
Виступав, зокрема, за клуб «Нант», а також національну збірну Словаччини.
Дворазовий чемпіон Словаччини. Володар Кубка Словаччини.

## Клубна кар'єра
Народився 17 червня 1987 року в місті Трнава. Вихованець футбольної школи клубу «Спартак» (Трнава). Дорослу футбольну кар'єру розпочав 2003 року в основній команді того ж клубу, в якій провів два сезони, взявши участь у 5 матчах чемпіонату. 
Протягом 2005—2009 років захищав кольори клубу «Петржалка».
Своєю грою за останню команду привернув увагу представників тренерського штабу клубу «Нант», до складу якого приєднався 2009 року. Відіграв за команду з Нанта наступні два сезони своєї ігрової кар'єри.
Згодом з 2011 по 2020 рік грав у складі команд «Сівасспор», «Спарта» II, «Спартак» (Трнава), «Селтік», «Дьєр», «Спартак» (Трнава), «Шльонськ», «Вашаш», «Млада Болеслав» та «Петржалка».
До складу клубу «Спартак» (Трнава) приєднався 2020 року. Станом на 21 січня 2023 року відіграв за команду з Трнави 6 матчів в національному чемпіонаті.

## Виступи за збірні
У 2004 році дебютував у складі юнацької збірної Словаччини (U-19), загалом на юнацькому рівні взяв участь у 15 іграх.
Протягом 2007–2008 років залучався до складу молодіжної збірної Словаччини. На молодіжному рівні зіграв у 10 офіційних матчах, пропустив 1 гол.
У 2008 році дебютував в офіційних матчах у складі національної збірної Словаччини.

## Титули і досягнення
- Чемпіон Словаччини (2):

«Петржалка»: 2004-2005, 2007-2008
- Володар Кубка Словаччини (1):

«Петржалка»: 2007-2008